# Erich-Fried-Gesamtschule Herne
Die Erich-Fried-Gesamtschule ist eine vierzügige Gesamtschule im Stadtteil Holsterhausen der Stadt Herne. Sie wurde 1986 gegründet und nach Erich Fried benannt.

## Geschichte
Die Schule wurde 1986 als „Gesamtschule an der Grabenstraße“ gegründet. Erst vier Jahre später wurde sie nach dem Lyriker Erich Fried benannt. Dies geschah nach Angaben der Schule aufgrund seines „gesellschaftliche[n] Engagement[s] für Frieden, Demokratie und Toleranz“. Die angestrebte Vierzügigkeit wurde erreicht. Seit 1995 gibt es zudem eine Oberstufe. Im Jahr 2012 wurden Inklusionklassen für die ersten beiden Jahrgangsstufen geschaffen. Die Schule ist seit 2021 am Erasmus-Programm für Schulen beteiligt und es gab erste Austausche.
Im November 2023 wurden Noten und Frontalunterricht für neue Klassen in der Gesamtschule abgeschafft. Dies soll durch flexibleres Lernen und Eigenverantwortung der Schüler ersetzt werden. Die Entscheidung stieß auf ein geteiltes Echo.

## Architektur
Das Hauptgebäude der Schule an der Grabenstraße ist ein dreistöckiger Flachbau. Östlich davon liegt ein Hartplatz mit Fußballmarkierungen. Westlich schließen sich Erweiterungsgebäude.
Zusätzlich gibt es in der Horststraße eine Zweigstelle für den Unterricht der 5. und 6. Jahrgangsstufe.

## Schulprofil
Es gibt eine breite Auswahl an Arbeitsgemeinschaften jeweils für 5. und 6. Klassen und 7. bis 13. Klasse.
Die Schülervertretung besteht aus gewählten Klassen- und Stufensprechern. Sie organisieren Veranstaltungen wie Sommerfest, Nikolausaktion, Valentinstag oder Arbeitswochen. Zudem betreuen sie die Schließfächer und die Schülerfirma.
Dazu gibt es noch Projekte zur Berufsplanung, eine vier Mal im Jahr erscheinende Schülerzeitung, das Tanztheater oder die Kulturwochen.
Beim Projekt „Kohlengräberland“ werden Zeitzeugen zum Steinkohlenbergbau befragt oder Stolpersteine verlegt. Das Projekt kann im Ergänzungsbereich der Stufen acht bis zehn oder als Projektkurs in der Oberstufe gewählt werden. Seit 1997 haben über 700 Schüler am Projekt teilgenommen. Weitere Schulen im Ballungsraum nehmen am Projekt teil.